# Cypselomorphae
Cypselomorphae é um clado de aves. Ele inclui as famílias e ordens Caprimulgidae, Nyctibiidae (urutaus), Apodiformes (beija-flores), bem como os Aegotheliformes, cuja distinção foi apenas recentemente realizada. Os Apodiformes (que incluem os "Trochiliformes" da taxonomia de Sibley-Ahlquist) e os Aegotheliformes formam os Daedalornithes.